# Ullensakers kommun
Ullensakers kommun (norska: Ullensaker kommune) är en kommun i Akershus fylke i sydöstra Norge. Kommunens centralort är staden Jessheim.
En stor del av näringslivet är knutet till Oslo flygplats, Gardermoen som ligger i kommunen. Det bor även flera hundra svenskar i Jessheim. Största delen arbetar på flygplatsen Gardermoen. Både Europaväg 6 och Europaväg 16 går igenom kommunen.
Den äldsta funna bosättningen i kommunen är 6 000 år gammal. 

## Administrativ historik
Ullensakers kommun bildades på 1830-talet, samtidigt med flertalet andra norska kommuner. 1908 överläts ett område med 12 invånare från Sørums kommun.

## Kommunvapen
Kommunvapnet har, trots att det aldrig godkänts formellt, använts inofficiellt av kommunen sedan 1990. Motivet föreställer den fornnordiske guden Ull, som bland annat var bågskytt och skidåkare. Det finns ett flertal norska gårdsnamn som är kopplade till hans namn, men bara ett kommunnamn.

## Tätorter
I Ullensakers kommun finns sju tätorter:
- Borgen
- Jessheim (centralort)
- Kløfta
- Nordkisa
- Råholt (del av)
- Sand
- Sessvollmoen

Orten Algarheim har tidigare räknats som en tätort men räknas numera som en del av tätorten Jessheim.

## Socknar
Inom Norska kyrkan är Ullensakers kommun indelad i fyra socknar:
- Furusets socken
- Hovins socken
- Mogreina socken
- Ullensakers socken

Socknarna ingår i Øvre Romerike prosteri i Borgs stift.